# Albert Svanberg
Albert Villiam Svanberg, född 11 mars 1966 i Överluleå församling, är en sportjournalist på SVT.
Svanberg har ett förflutet som ishockeyspelare i Kiruna AIF innan han valde den journalistiska banan.
Efter studier till journalist i Göteborg har Svanberg arbetat på NSD, Göteborgs-Posten, Expressen samt Sveriges Television (tillträdde 1993) och blev välkänd för den sportintresserade allmänheten som sportkrönikör under vinjetten Signerat Svanberg. Han låg tillsammans med Mats Nyström och Dennis Videmyr bakom den klassiska VM-krönikan om fotbolls-VM 1994.
Svanberg var sportchef på SVT från och med 2005 och fram till och med årsskiftet 2009 och därefter chef för SVT i Göteborg till och med sommaren 2011. Från och med hösten 2011 var han divisionschef för allmän-TV. Den 1 september 2015 blev han ny chef för SVT Programetik.
Svanberg, vars föräldrar var läkare, är uppvuxen i Kiruna. Han är sambo med sportjournalisten Katarina Hultling.